# Bardolino (wijn)
Bardolino is een lichte, fruitige rode wijn van de zuidoostelijke oever van het Gardameer. De wijn ontleent zijn naam aan het stadje Bardolino. In 1968 werd aan de Bardolino DOC-status toegekend.

## Algemeen
De wijn is een blendwijn en bestaat uit corvina (35-65%), rondinella (10-40%), molinara (10-20%) en Negrara (max. 10%). Daarnaast mag een Bardolino nog maximaal 15% aan rossignola, barbera, sangiovese en/of garganega bevatten.
Er zijn weinig producenten die een kwalitatief hoogstaande wijn leveren.
Een goede Bardolino past heel goed bij gefrituurde vis, pasta- en kalfsgerechten.

### Bardolino Superiore
De Bardolino Superiore verkreeg DOCG-status in 2001. De wijn bestaat bestaat voor 35-65% uit corvina (35-65%), 10-40% uit molinara en voor maximaal 10% uit negrara. Ten hoogste 15% mag bestaan uit rossignola, barbera, sangiovese en/of garganega. De Superiore heeft veel minder opbrengst dan de gewone Bardolino. Bardolino Superiore moet ten minste 1 jaar gerijpt hebben.